# حملة البلقان (الحرب العالمية الثانية)
حملة البلقان ويُقصد بها ما تعرضت له كلا من مملكتي يوغوسلافيا واليونان على يد قوات المحور خلال الحرب العالمية الثانية، وبدأت حملة البلقان بعد فشل إيطاليا في غزو اليونان في 28 أكتوبر 1940 وانتهت باستيلاء القوات الألمانية والإيطالية على جزيرة كريت في 1 يونيو 1941.

## قراءة مفصلة
- The German campaigns in the Balkans (Spring 1941). Historical Study. United States Army Center of Military History. 1986 [1953]. CMH Pub 104-4. مؤرشف من الأصل في 2019-11-17.

## وصلات خارجية
- The Fate of the Jews in South-Eastern Europe During the First Years of the War من موقع ياد فاشيم
- ملخصات
- Timeline of the Balkans Campaign
- World War Two Online Newspaper Archives — The Invasion of the Balkans: Yugoslavia, Greece and Crete, 1940-1941
- World War II in the Balkans